# Paula Molina (periodista)
Paula Mariela Molina Tapia (13 de agosto de 1972) es una periodista y editora chilena. Es locutora en Radio Cooperativa, colaboradora de BBC News Mundo, editora general de Cooperativa Podcast, cocreadora del chatbot RobotLaBot y del podcast La Franja.

## Biografía
Paula Molina estudió periodismo en la Universidad de Chile, magíster en políticas públicas de la Universidad Adolfo Ibáñez y ganadora de la beca Nieman de la Universidad Harvard en 2013. Reconocida el 2015 como “Egresada Destacada” de la Universidad de Chile.[cita requerida] Reuters  Fellow, Universidad de Oxford (2022).
Ha trabajado en radio, televisión, diarios y revistas, así como medios digitales diversos (podcast, chatbots) Desde 1999 trabaja en Radio Cooperativa donde se ha desempeñado en diversos puestos, como periodista, editora y conductora. Es parte del equipo de Radio Cooperativa ganador del Reconocimiento a la Excelencia Periodística de la Fundación Gabriel García Márquez (2020).
Es consejera de Comunidad Mujer, organización independiente dedicada a promover los derechos de las mujeres.
Paralelo a su trabajo como periodista, también dicta clases en la Escuela de Periodismo de la Universidad de Chile.

## Publicaciones
- Lights on the South: Fifteen Years of Harvard and Chile, 2018.[12]
- Crisis, terremotos y estrellas. Ocho miradas desde fuera a un Chile inesperado, 2021 (Editorial Aguilar)[13]

## Premios y distinciones
- Premio Elena Caffarena, en la categoría mujer y medios de comunicación, 2015.[14]
- Premio Energía de Mujer, en la categoría de comunicación social, entregado por Enel Chile, 2017.[15]